# Central India Agency
Die Central India Agency war eine offiziell 1854 geschaffene administrative Gruppierung zur Beaufsichtigung der Fürstenstaaten in Zentralindien zur Kolonialzeit. Sie erstreckte sich in der Länge etwa zwischen 21° 22' und 26° 52' N sowie 74° 0' und 83° 0' O auf 203.102 km². Es erfolgte eine administrative Unterteilung in Agencies, innerhalb derer die zugewiesenen Staaten mehrfach umgruppiert wurden. Die meisten Staaten waren als Folge des Vertrags von Bassein 1807/08 unter britische Oberherrschaft (paramountcy) gekommen, allerdings erhielten nur die bedeutenderen elf eigene Protektoratsverträge.
Der oberste Kolonialbeamte, der direkt dem Government of India (GoI) verantwortlich war, hatte seinen Sitz in Indore. Ein Teil der Besitzungen lagen als Exklaven in Rajputana, im Süden grenzte das Gebiet an die Central Provinces. Die Rechte und Pflichten der anderen 31 Ländereien, die sämtlich im Ostteil lagen, wurden jeweils bei Amtsantritt eines neuen Herrschers durch Sendschreiben (sanad) des GoI diesem bekannt gemacht. Dazu kamen noch die „garantierten“ Zwergstaaten in Malwa. Für das indigene Adivasi-Volk der Bhil gab es zeitweise eine eigene Bhil Agency. Die Einwohnerzahl entwickelte sich wie folgt: 1881: 9.261.907, 1891: 10.318.812, 1901, nach Hunger: 8.628.781 (-16½%, am Land deutlich höher). Eine Pestepidemie raffte 1903/04 10–14 % der Bevölkerung im westlichen Teil dahin. Nach Reorganisation, 1931: 6,644 Mio., 1941: 7,506 Mio. (+12,9 %), darunter 1,1, Mio. Adivasi.

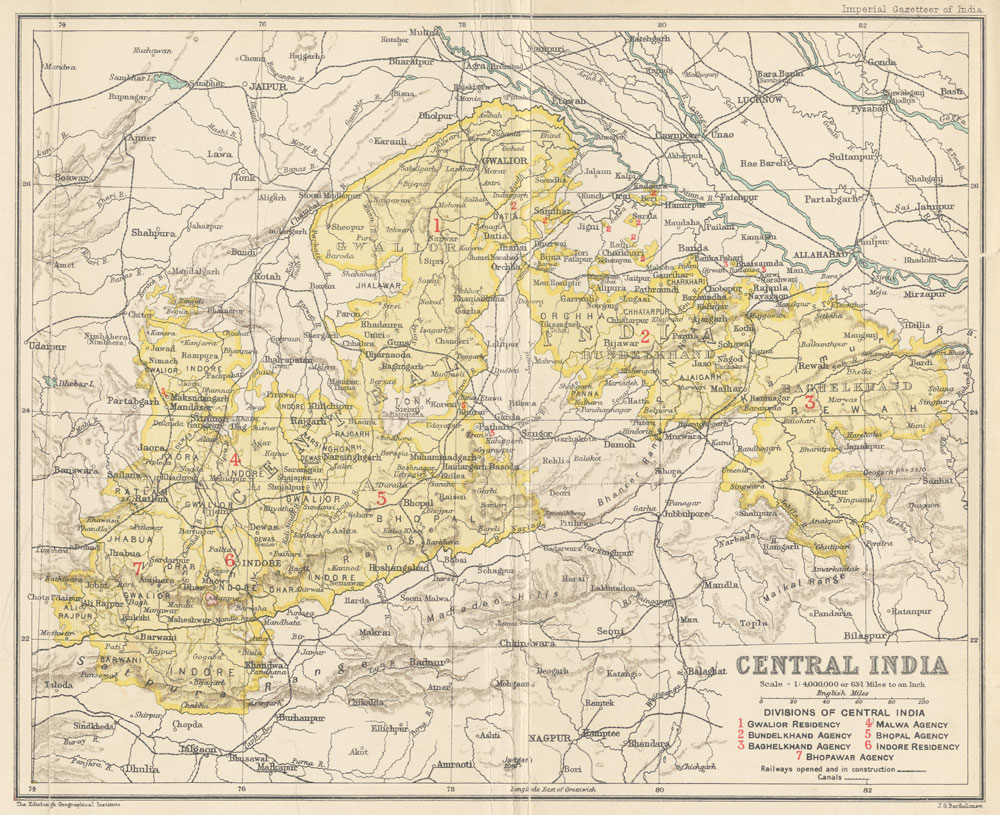
Karte der Central India Agency (1909)

## Geographie
Geographisch lassen sich drei Zonen festlegen: Das Hochland (südlich), ein Plateau, das den größten Teil Malwas bildet und eine Hügellandschaft zwischen Vindhaya- und Satpuragebirge, die vom Narmada-Fluss getrennt werden. Letztere, zur Kolonialzeit noch von Dschungel bestanden, waren auch das Hauptsiedlungsgebiet der Adivasi. Die durchschnittliche Höhe fällt von Süd (600–700 m) nach Nord (200 m) ab. Das Plateau gehört zu den heißesten Regionen Indiens, die Gebiete von Bhopal und Indore liegen von April bis zum Monsun innerhalb der 35-°C-Isotherme. Kohle wurde im Gondwana-Becken von Rewa gefunden. Weiterhin gewonnen wurde Kupfer (in Rewā), Mangan und Blei in Form von Galenit. Der Eisenbergbau, mit reichen Vorkommen bei Hirapur (Bijawar) und Barwaha (Indore), wurde bis 1900 durch Importe aus dem Mutterland unrentabel. Vereinzelt wurden Diamanten, Achate, Korund und Jaspis abgebaut.

## Landwirtschaft
Die Schwarzerden Malwas eignen sich besonders zum Baumwollanbau, in der Region war aber ab 1830 auch der Anbau von Schlafmohn für Monopol-Opium für den Export nach China verbreitet. Die Abgaben von 600 Rs. pro Kiste zu 140 lb. waren eine wichtige Steuerquelle für die Briten. Der Anbau wurde ab den 1930er Jahren stark eingeschränkt. In anderen Regionen ist der Boden magerer. Zwei Ernten (Khārif im Herbst und Rabi im Frühjahr) sind überall möglich. Das Salzmonopol traten die Staaten an die Kolonialherren ab. Nachdem Branntweinmonopole errichtet worden waren, wurde das Recht zur Herstellung von lokalen Schnäpsen meistbietend versteigert.

## Militär
Dem AGG unterstanden bis 1897 die Central India Horse das Bhopal Battalion und das Mālwā Bhīl Corps. Die ersten beiden wurden bei der Armeereform 1903 vollkommen in die British Indian Army integriert. Cantonements bestanden in Mhow, Nīmach und Nowgong, kleinere Garnisonen in Agar, Guna, Sikhore und Sārdārpur (Bhīl Corps). Viele Staaten stellten ebenfalls eigene „Armeen“ auf, oft schlecht disziplinierte und ausgerüstete Truppen, die nach 1900 zu einer reinen Ehrengarde bzw. Leibwache der Fürsten herabsanken. Einige größere Staaten bauten moderne Polizeistrukturen auf, seit April 1899 gab es auch eine professionelle Truppe unter der direkten Kontrolle der Agency.

## Sprachen und Religionen
Westlich der Vindhayakette sprach man Varianten des Rajasthani besonders Rangri, Malvi und Nimari, östlich davon westliche Hindi-Dialekte, meist Bundeli. Das Bagheli, ein östlicher Hindi-Dialekt und Liturgiesprache der Jains, war unter 99 % der Einwohner Bagelkhands verbreitet. Im Jahr 1901 waren 81 % Hindus, 11 % (meist Adivasi) ethnisch religiös und 6 % Muslime, hauptsächlich Sunni, 1 % Jain.

## Bagelkhand Agency
Die im östlichen Teil liegenden zwölf Fürstenstaaten wurden im März 1871 von der Bundelkhand Agency abgetrennt. Diese wurden bis auf Rewā 1931, das der Indore Regency zugeteilt wurde, wieder nach dorthin abgegeben. Der Amtssitz des übersehenden Kolonialbeamten war in Satna (Rewā). Auf knapp 37.000 km² lebten laut Volkszählung 1901 1.555.024 Menschen, 11 % weniger als ein Jahrzehnt vorher.
- Baraunda, 615 km², 56 Dörfer. Alte Rajputenherrschaft 1807 britischerseits bestätigt
- Bhaisaunda
- Jaso, 193 km², 57 Dörfer (24° 20'-34' N, 80° 24'-40' O). 1891: 8050 Einwohner, „Armee:“ 2 Geschütze, 50 Berittene.[5]
- Kamta-Rajaula (= Kamta-Ragaula), > 10 km²* Maihar ca. 1000 km²
- Kothi, 77 km² (31° 7' N, 77° 15' O[6])
- Nagod (= Uchara, Unchehara), 1161 km²
- Pahra, 26 km², 11 Dörfer
- Paldeo, 72 km² (25° 6' N, 80° 50' O). 1891: 8824 Einw., „Armee:“ 250 Infanterie[5]
- Rewā, 33540 km²
- Sohawal, 619 km². (Hauptort: 24° 34' 35" N, 80° 48' 50" O). Um 1550 von Rewā sezessioniert.
- Taraon, 31 km², 1891: 3163 Einw., „Armee:“ 250 Infanterie[5]

## Bhopal Agency

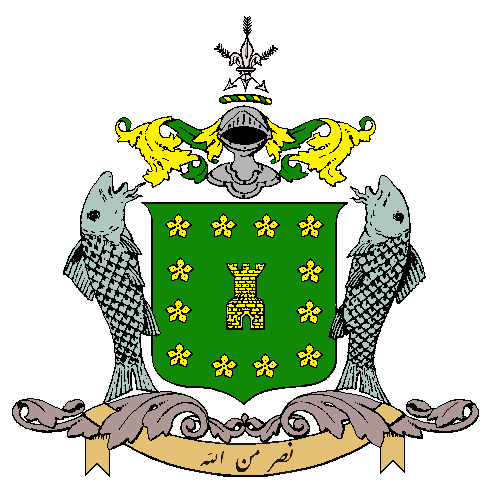
Wappen von Bhopal

Die Bhopal Agency wurde 1818 nach dem Dritten Marathenkrieg geschaffen. Zusammengefasst wurden:
- Bhopal, 17729 km². Stand 1844–1926 mehrere Generationen unter der Herrschaft von Frauen (Titel: Begum). Am 1. Mai 1949 von Indien annektiert
- Agra Barkhera (23° 57' N, 77° 32' O), 12 Dörfer, dem Scindia tributpflichtig.[5]
- Basoda, 56 km², (23° 51' N, 77° 55' O)[5]
- Daryakheri, 15½ km²[5]
- Dhabla Dhir, 26 km², 3 Dörfer und Dhabla Ghori, 1 Dorf[5]
- die zu Gwalior gehörenden Distrikte Bhilsa und Isagarh gingen 1895 an die Gwalior Residency
- Khaniadhana (bis 1888, dann zur Gwalior Residency)
- Khilchipur, 407 km² (23° 52' bis 24° 14' N, 76° 28-45' O). Dem Scindia tributpflichtiger Rajputen-Herrscher. 9 Schuss Salut.[5]
- Kurwai, 359 km² (23° 21' bis 24° 14' N, 77° 26' bis 78° 20' O). Gegründet von afghanischem Abenteurer Muhammed Dalel Khan. Schloss im Sommer 1945 ein Abkommen mit Bhopal zur Zusammenarbeit in Verwaltung, Polizei und Justiz
- Maksudangarh, 209 km², 81 Dörfer[5]
- Muhammadgarh, 70 km², 19 Dörfer (Hauptort: 23° 39' N, 78° 12' O)[5]
- Narsingarh, 1607 km². Die vom Diwan von Rajgarh 1681 gegründete Domäne wurde 1872 als Staat anerkannt.
- Pathari, 56 km²
- Rajgarh (1891: 1690 km², 1941: 2481 km²)
- der Bezirk Sironj, der zu Tonk (Rajputana Agency) gehörte.

Die beiden Dewas, einem Marathen-Staat mit zweigeteilter Herrschaft, kamen 1931 dazu. Makrai wurde 1933 von den Central Provinces abgetreten
- Tappa, 13 Dörfer, ursprünglich ein Vasall des Scindia.[5]

## Bhopawar Agency
Die Bhopawar Agency mit Verwaltungssitz im gleichnamigen Hauptort wurde 1882 gegründet. Bei der Gründung umfasste die Agency 19824 km². Einige Bezirke wurden 1904 an die 1899 reorganisierte Indore Residency abgegeben, wonach noch 8470 km² verblieben. Verwaltungssitz war Sardārpur im Distrikt Amjhera, der zu Gwalior gehörte. Dort war auch das Bhil Corps garnisoniert. Die Volkszählung 1901 hatte – nach den Hungersnöten im vorgehenden Jahrzehnt – noch 547.546 Einwohner ergeben. Die Gebiete gingen 1925 in der Malwa Agency auf, die von 1927 bis 1934 „Malwa-Bhopawar Agency“ hieß.
Zusammengefasst wurden hier die Fürstenstaaten der westlichen Nimar- und der südlichen Malwa-Region. Dazu gehörten:
- Unter der Kontrolle von Dhar (4490 km²) standen, die als Bhumiaite Estates bekannten, tributpflichtigen Zwergstaaten von Jamnia, Kali-Baori, Nimkhera und Rajgahr (2 Bhil-Dörfer). Britischerseits wurde der Bestand der Jagirdari von Multhan, Kachhi-Baroda, Bakhatgarh und Dhotria garantiert, obwohl diese stets unter der Kontrolle des durbar von Dhar blieben.
- Amjhera, das 1858 als Belohnung für Loyalität während des Sepoy-Aufstandes an Gwalior gegeben wurde.
- Jhabua, mit 17 Indore tributpflichtigen Jagirdars.
- Barwani, 3513 km²
- Alirajpur, dazu gehörten auch der aufgelöste Staat Phulmāl und die Jagirdars Ondhwa und Sondwā.
- Jobat, 340 km², 69 Dörfer (22° 24-36' N, 74° 37-51' O)[5]
- Mathwar, 361 km², 36 Dörfer
- Kathiwara, 175 km², 1896 ca. 500 Einw., mit hohem Anteil an Bhils.
- Ratanmal, 1891 468 Einwohner, fast alle Bhils,[7] das im Rahmen des attachement scheme 1943 mit Baria (Devgadh) vereinigt wurde.
- einige der Exklaven von Indore: Petlawad Tehsil, Dahi Jagir u. a.

## Bundelkhand Agency
Die geschlagenen Marathen traten im Vertrag von Bassein 1802 die später British Bundelkhand genannten Gebiete ab. Die Briten garantierten die Rechte der einzelnen Herrscher durch Sendschreiben (sanad). Ab 1806 wurde Jhansi Schutzstaat. Nach dem dritten Marathenkrieg verzichtete der Peshwa endgültig auf alle Ansprüche in der Region.
Die Staaten wurden unter einem Political Agent to the Governor-General (AGG) 1811 zur Bundelkhand Agency zusammengefasst. Die Verwaltung erfolgte zunächst von 1811 bis 1818 und wieder ab 1832 von Banda aus. Zwischen 1818 und 1824 war der Verwaltungssitz in Kalpi, von 1824 bis 1832 in Hamīrpur. Der AGG wurde 1835 dem Lieutenant-Governor in Agra unterstellt. 1849 erfolgte die Unterstellung unter den Residenten in Gwalior. Der Agent nahm seinen Amtssitz bis 1947 in Noagong (= Nowgong), wo sich auch ein Truppenstandort befand. Die Bundelkhand Agency wurde 1854 Teil der neugeschaffenen Central India Agency.
Die Witwe Rani Lakshmi Bai des im Jahr 1854 kinderlos verstorbenen Rajas von Jhansi, dessen Land nach de Doctrine of Lapse annektiert wurde, war eine der treibenden Kräfte beim Sepoy-Aufstand. Dieser Staat wurde 1858 Gwalior zugeschlagen, jedoch 1886 britisch. Sämtliche Herrscher erhielten im Jahr 1862 das Recht, ihren Thron wieder an Adoptivsöhne weiterzugeben. Der östliche Teil dieser Agency wurde ab 1871 als Bagelkhand Agency separat verwaltet. Weitere kleine Gebietsabtretungen erfolgten 1888, als Khaniadhana dem Residenten von Gwalior unterstellt wurde, sowie 1896, als die Jagir von Baraunda, Jaso und Chaube an Bagelkhand abgegeben wurden. Die durch die Verfassungsreform erforderliche administrative Umstrukturierung führte dazu, dass die Bagelkhand Agency 1931 aufgelöst wurde und die elf Zwergstaaten (außer Rewa) wieder zu Bundelkhand kamen.
Die Volkszählung 1901, in den zu dieser Zeit neun Staaten und 13 Domänen, die zusammen 25410 km² groß waren, ergab 1308326 Überlebende (−13 % seit 1891).
- Ajaigarh, 2069 km²
- Alīpura
- Baonī, 300 km², einziger muslimischer Staat der Region
- Berī, 82½ km², 7 Dörfer, 1901: 4279 Einwohner. Hauptort (25° 55' N, 79° 54' O) am Ufer des Betwā. 1811 von Briten erzwungener Gebietstausch, ursprünglich Jagir eines Nachfahren eine Diwan von Gwalior.[8]
- Bīhat, ca. 40 km², 8 Dörfer (25° 21' N, 79° 22–27' O)[5]
- Bijāwar, 2512 km²
- Charkhārī, in 9 Teile zersplittert, 1920 km², 1 Stadt und 105 Dörfer. Hauptort umgangssprachlich Mahārājnagar.
- Chhatarpur, 3013 km². Dessen abhängiger Bilheri Jagir war britisch garantiert.
- Datiā (= Duttia), 2156 km²
- Garrauli, 64,5 km², 16 Dörfer
- Gaurihār, 187,6 km², 14 Dörfer. Loyal 1857 mit Belohnung des Herrschers. Armee (1885): 3 Geschütze, 35 Kavallerie, 230 Infanterie.[5]
- Jignī, 54,9 km², 6 Dörfer (25° 42' N, 79° 24' O), Armee (1885): 57 Kavallerie. Der Rao erhielt nach 1947 eine Apanage von 5950 Rs.
- Lugasi, Herrscher Nachfahren von Chhatar Sal († 1731) von Panna.
- Naigawān Rebai (= Nagaon Rebai), 18 km² (Hauptort Rebai: 25° 2' N, 79° 29' O). Das Gebiet war bis 1849 Teil Jaitpurs. Die Briten hatten die fünf Dörfer Lachhman Singh, einem marodierenden Räuberhauptmann, übergeben, um ihn ruhig zu halten. 1862 erreichte ein Nachfahr die Anerkennung dauernden erblichen Besitzes. 1901: 757 Einwohner, die 11000 Rs. Steuern zahlten.[9]
- Orchhā (= Tikamgarh), 5366 km²
- Pannā, 6625 km²
- Samthar, 459 km². Sezessionierte Ende des 18. Jhdts. von Datiā. Bündnis 1804 abgelehnt; 1817 von den Briten nach Unterwerfung als eigener Staat anerkannt.
- Sarīlā, 90 km², Herrscher Nachfahren von Chhatar Sal († 1731) von Panna.
- Rai Singh, Bruder der Rajas von Orchhā, teilte sein Ländchen Baragāon um 1690 unter seinen acht Söhnen auf. Jeder erhielt eines der Hasht Bhaya Jagir. Kari (= Dudpur) und Pasrai fielen bald an Jhansi, wurden später also britisch. Tarauli ging an das später von den Mahraten besiegten Orchhā. Der Bestand der restlichen fünf um die man sich mit Jhansi stritt, wurde seit 1821 von den Briten garantiert. Chirgaon, nach Rebellion des Bukht Singh jedoch 1841 britisch. Die Verbliebenen (ca. 220 km²) leisteten sich zusammen 1885 eine „Armee“ von 15 Geschützen, 50 Berittenen und 530 Infanteristen.[10] Im Laufe der Zeit wurde aus jedem Zweig der Familie je ein zukünftiger Raja in die Dynastie von Orchhā adoptiert. Die Herrscher trugen den Titel Diwan.
  - Dhurwal
  - Bijna, 70 km².
  - Tori-Fatehpur, 93 km², 12 Dörfer (Hauptort: 25° 27' N, 79° 1' O)
  - Bānka-Pahārī, 13 km², 1 Dorf (25° 22' N, 80° 14' O). Ursprünglich 5 Dörfer, vier mussten an die Mahraten abgetreten werden. 1901 1056 Einw.
- den pargana Alrampur (95 km²), eine Exklave Indores.

## Gwalior Residency

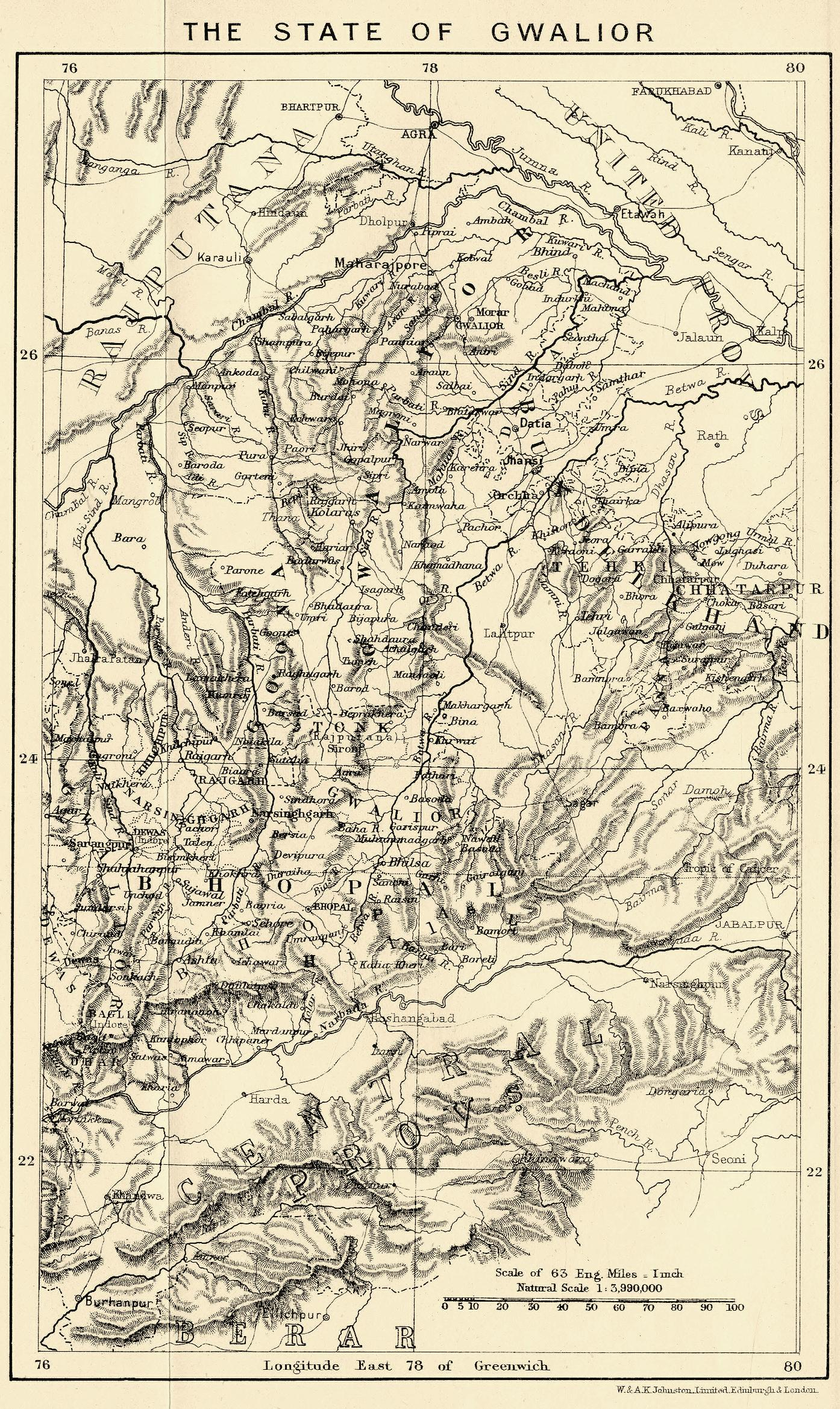
Landkarte Gwaliors (1903)

Die Gwalior Residency bestand von 1782 bis 1947. Der Verwaltungssitz der Kolonialherren, genannt The Residency, etwa 6 km vom Fort Gwalior, befand sich in einem 3 km² großen, unter direkter britischer Verwaltung stehenden, Gebiet mit drei Dörfern, deren Steuern direkt in den Unterhalt der Residentur flossen (1901: 1391 Einwohner). Der Resident war bis 1854 und wieder ab 1922 direkt dem Generalgouverneur von Indien verantwortlich. Die kleineren Staaten unterstanden von 1860 bis 1896 dem Kommandanten von Guna, der in Personalunion assistant resident war.
Die Volkszählung 1901 ergab 2.187.612 Einwohner, davon 86 % Hindus. Die Zahl der Bewohner stieg bis 1931 auf 3½ Millionen, in 6820 Dörfern und 16 Städten.
Der bedeutendste Staat Zentralindiens und treuer Verbündeter der Briten war Gwalior. Ein erster Friedens- und Freundschaftsvertrag stammt vom 13. Oktober 1781 (Vertrag von Salbai), das britische Protektorat wurde am 30. Dezember 1803 (Vertrag von Sarje Anjenagon) errichtet. Der Herrscher wurde als Scindia bezeichnet. Es bestand Posthoheit, wobei die Marken für den gesamtindischen Verkehr Gültigkeit hatten. Das Münzregal mit regelmäßigen Ausgaben wurde bis 1947 ausgeübt.
Weiterhin:
- Benares (bis 1936 bei den United Provinces)
- Rampur, 2427 km². Als Aonla gegr. 1719, später Rohilkhand genannt (bis 1936 bei den United Provinces).
- Raghugarh
- Khaniadhana (bis 1888 zur Bhopal Agency)
- Paron, 34 Dörfer (24° 59' N, 76° 57' O).[5]
- Garha
- Umri, 24 Dörfer im sub district Guna.
- Bhadaura, 10 Dörfer (24° 47' N, 77° 28' O) ursprünglich eine Belehnung des Scindia 1820 an Man Singh.[5]
- der zu Tonk gehörige Chhabra pargana
- die Domänen: Dharmaoda, Sirsi, Khiaoda, Kathaun und Agra Barkhera.

## Indore Residency
Die Hauptstadt des stark zersplitterten Staates Indore (25.645 km², 1941 1½ Mio. Einw.), dessen Herrscher als der Holkar bezeichnet wurde, war auch Sitz des AGG. Indore selbst hatte, als ein bedeutender Staat, seit 1854 über den Residenten direkte Beziehungen zum Foreign Department des GoI. Die Residency wurde 1907 aufgelöst und der Malwa Agency zugeschlagen. Sie wurde 1931 wieder rekonstituiert.

## Malwa Agency
Die Malwa Agency wurde 1895 mit Verwaltungssitz in Nīmach wurde aus Fürstenstaaten, die bisher zur Indore Residency gehört hatten gebildet. 1925 erfolgte die Vereinigung mit der Bhopawar Agency. Das Gebilde hieß von 1927 Malwa and Southern States Agency (bzw. Malwa-Bhopawar Agency), ab 1934 dann wieder Malwa Agency.
- Jaora, ca. 1500 km². Panth-Piploda wurde 1942 abgetrennt.
- Ratlam (= Rutlam) Grenzziehung und Fläche unklar, da eng mit Sailana verwoben.
- Sitamau, 521 km²
- Sailana, 291 km². Sezessionierte 1730 von Ratlam.
- einige Exklaven von Gwalior, Tonk und Indore.
- Die beiden Dewas-Staaten (ältere und jüngere Linie) kamen 1907 hinzu, sie wurden 1931 an die Bhopal Agency abgegeben.